# الإخوان المسلمون والعمل السياسي

شعار جماعة الإخوان المسلمين

منذ بداية جماعة الإخوان المسلمين وضع حسن البنا الأسس للعمل السياسي للإخوان وأنهم ليسوا مجرد جماعة دعوية إسلامية ولكنهم أيضا هيئة سياسية نتيجة لفهمهم العام للإسلام وأن مشاركتهم السياسية تأتي من منطلق الإصلاح في الأمة وتطبيق لتعاليم الإسلام وأحكامه.

## في مصر
شاركت جماعة الإخوان المسلمين في العمل السياسي منذ عام 1942م، ومرت هذه المشاركات بمراحل من القوة والضعف وأحيانا المقاطعة، كما مرت بتحالفات مع بعض الأحزاب السياسية.

### الدخول في السياسة (1936-1939)
ومع تنامي نفوذ الجماعة، عارضت الحكم البريطاني في مصر بدءًا من عام 1936، كان الشاغل الرئيسي للإخوان المسلمين الأوائل هو نشاطهم المؤيد للعرب في الصراع العربي الصهيوني في فلسطين، والذي بلغ ذروته في 1936-1939 في ثورة فلسطين الكبرى. رغم غيابهم قبل اندلاع الثورة،] بدأ الإخوان الآن في استخدام الخطاب العدواني المعادي لليهود الذي استهدف أيضًا الجالية اليهودية في مصر. الأسبوعية الرسمية للإخوان المسلمين "النذير"، نشرت سلسلة من المقالات بعنوان "خطر اليهود"، محذرة من مؤامرات يهودية ضد الإسلام مثل الماسونية أو الماركسية. في عام 1938، صحيفة النذير طالبت يهود مصر إما بتبني موقف مناهض للصهيونية علانية أو مواجهة "العداء". كما انتقدت الدور البارز لليهود في المجتمع المصري وبروزهم في الصحافة والتجارية وصناعة الترفيه. بل إن الناظر دعا إلى مقاطعتهم وطردهم "لأنهم أفسدوا مصر وسكانها".] وفي حالة أخرى ، تمت الإشارة إلى اليهود باسم "سرطان المجتمع". أصدرت جماعة الإخوان في النهاية مقاطعة للأعمال التجارية اليهودية، بحجة أن أصحابها يدعمون الصهاينة. كان هذا الخلط بين اليهود والصهاينة أمرًا شائعًا.
في السنوات التي سبقت الحرب العالمية الثانية، طوَّر الإخوان المسلمون صلاتهم بألمانيا النازية، وتم الحفاظ عليها عبر وكالة الانباء الالمانية في القاهرة وقائد الثورة الفلسطينية أمين الحسيني. كونها مهتمة بتقوية منظمة متشددة مناهضة لبريطانيا، ربما تكون ألمانيا النازية قد مولت جماعة الإخوان المسلمين في وقت مبكر من عام 1934. وادعى مصدر بريطاني لاحق أنه في عام 1936 وحده، قامت ألمانيا بتحويل أكثر من 5.000 جنيه إسترليني. أعرب البنا وأعضاء آخرون في جماعة الإخوان المسلمين عن إعجابهم بجوانب الأيديولوجية النازية، بما في ذلك نزعتها العسكرية ومركزيتها التي تدور حول زعيم كاريزمي، لكنها عارضت الآخرين مثل سياساتها العرقية والقومية العرقية. أدى اندلاع الحرب إلى إنهاء العلاقة بين ألمانيا والإخوان المسلمين. نفى البنا أنه تلقى تمويلًا ألمانيًا. التمويل الإيطالي للإخوان غير مرجح ، حيث عارض الأخير بشدة الاحتلال الإيطالي لليبيا .
في فبراير عام 1942م كانت أول مشاركة سياسية للإخوان في مصر حيث ترشح المرشد العام حسن البنا في دائرة الإسماعيلية لمجلس النواب المصري، وضغط الاحتلال الإنجليزي على حكومة النحاس باشا الوفدية، فقام النحاس باشا بمفاوضة الإمام البنا حتي يتنازل عن ترشحه وإلا حُلت الجماعة، فوافق الإمام البنا علي الانسحاب بشروط قبلتها الحكومة وهي:
1. إحياء الأعياد الإسلامية ولا سيما مولد النبي محمد وجعله عيدا رسميا للدولة.
2. إلغاء البغاء وغلق بيوت الدعارة وجعلها عملا مجرما - (والذي كان مطلبا للإخوان في ذلك الوقت[15]) -.
3. تحريم الخمر - (وإن كان التحريم الذي فعلته الحكومة قد اقتصر علي المناسبات الدينية - [13]).
4. إصدار قانون بوجوب التعامل باللغة العربية في جميع المؤسسات والشركات ومراسلاتها.
5. إعطائه ضمانات بقيام جمعية الإخوان وفروعها وعدم الوقوف في سبيلها وعدم مراقبتها والتضييق علي أعضائها للحد من نشاطهم، والسماح بوجود جريدة يومية لـ (الإخوان المسلمين).[13]

وفي أواخر عام 1944 عاود الإخوان الترشح مرة أخرى لمجلس النواب فترشح حسن البنا في دائرة الإسماعيلية وعدد أخر من قيادات الإخوان في دوائر أخرى، وفشلت ضغوط الإنجليز وحكومة أحمد ماهر السعدية لإجبار الجماعة على الانسحاب، فمارس الإنجليز كل وسائل الضغط والتزوير وتدخل الجيش الإنجليزي ومنع الناخبين من التصويت لمرشحي الإخوان، فلم يفز الإخوان بأي مقعد.
وبعد ثورة 23 يوليو 1952، طلب رجال الثورة أن يرشحوا لهم أسماء للاشتراك في الوزارة، فرشَّح مكتب الإرشاد لهم ثلاثة من أعضاء الجماعة، ولكن جمال عبد الناصر ورجاله كانوا يريدون أسماء لها رنين وشهرة لدى الشعب المصري، من أمثال الشيخ أحمد حسن الباقوري، والشيخ محمد الغزالي؛ ولذا رفضوا ترشيح المرشد أو مكتب الإرشاد، وعرضوا وزارة الأوقاف بالفعل على الشيخ الباقوري، فقبل مبدئيًّا، وأبلغ الإخوان بذلك، فلم يمنعوه من القبول، ولكن اشترطوا عليه أن يستقيل من الجماعة. أما في حقبة حكم عبد الناصر لمصر واضطهاده وحله للإخوان لم تعد تمارس جماعة الإخوان السياسة في مصر إلي أن أتي الرئيس السادات للحكم.
وفي انتخابات 1976، بشكل فردي نجح للإخوان الشيخ صلاح أبو إسماعيل كما ساند الإخوان الأستاذ عادل عيد.
أما في عام 1979، فقد نجح اثنان: الشيخ صلاح أبو إسماعيل، والحاج حسن الجمل ولهما يُنسب أهم «إنجاز سياسي ودستوري للحركة الإسلامية في هذا العصر»، وهو جعل الشريعة الإسلامية المصدر الرئيسي للتشريع في مصر عام 1979 م، إضافة إلى تشكيل لجان برئاسة الدكتور «صوفي أبو طالب» لتقنين ومراجعة القوانين على حسب مقتضيات الشريعة.

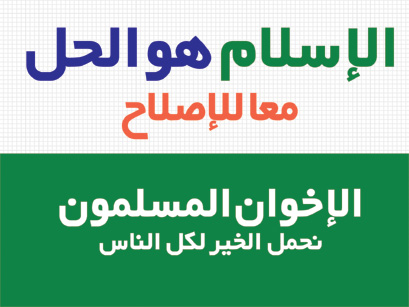
الإسلام هو الحل الشعار الانتخابي لجماعة الإخوان المسلمين

وخاض الإخوان الانتخابات في مصر عام 1984 وفازوا ب 6 مقاعد ضمن تحالف الوفد والإخوان إلى أن حكم بعدم دستورية قانون الانتخابات التي أُجريت به الانتخابات، وهو قانون القائمة المطلقة، وتمَّ حل المجلس بداية 1987.
عام 1987 دخل الإخوان البرلمان ضمن التحالف الإسلامي (الإخوان، حزب العمل المصري، حزب الأحرار) التي خاضو الانتخابات فيها تحت شعار الإسلام هو الحل، ما تميزت هذه المشاركة بترشيح الإخوان على قائمة التحالف الإسلامي، النائب القبطي جمال أسعد عبد الملاك، وقد فاز ليكون أول قبطي يدخل البرلمان بالانتخاب منذ عودة التعدّدية في مصر، ويكون ذلك على قائمة الإخوان.
وفي عام 1995 رشح الإخوان 150 مرشحا في ظل ظروف أمنية وسياسية قاسية لم ينجح منهم أحد إلا نائب واحد علي فتح الباب وتم تحويل 82 من قيادات الجماعة للمحاكمات العسكرية الاستثنائية في مصر.
وفي عام 2000م مع أول انتخابات يشرف عليها القضاء المصري جزئيا، فاز الإخوان ب 17 مقعدا بمجلس الشعب المصري، وحسب قول د. محمد مرسي عضو مكتب الإرشاد والمتحدث باسم الكتلة البرلمانية للإخوان في هذه الدورة أن نسبة الإخوان 3.7% قامت بنسبة 30% من جميع أنشطة وفاعليات المجلس مستخدمين كل الأداوات الرقابية التي يتيحها لهم المجلس، وفي عام 2005م رشح الإخوان في مصر 160 مرشحا تحت بند المستقلين فاز منهم 88 مرشح بعضوية مجلس الشعب أي 20 بالمائة من مقاعد المجلس ليصبحوا أكبر كتلة معارضة في مصر.
وفي 19 مارس 2007م قام الحزب الوطني المصري بتعديل 34 مادة من الدستور المصري وإضافة مادة لا تجيز مباشرة أي نشاط سياسى أو قيام أحزاب سياسية على أية مرجعية دينية أو أساس ديني. فيما رأت المعارضة ومحللون سياسيون أن هذه التعديلات الدستورية انقلاب دستوري وقام مائة نائب بارتداء أوشحة سوداء كتب عليها شعار «لا للانقلاب الدستوري» وقاموا بمقاطعة التصويت علي هذه التعديلات، ويري الإخوان أن إضافة هذه المادة تهدف بالإساس إلي إقصاء الإخوان أو الحد من نشاطهم ومنعهم من ممارسة السياسة.
وفي استطلاع مركز أبحات أمريكي أن أكثر من ثلثي المصريين (69%) يعتقدون أن جماعة الإخوان تؤمن بالديمقراطية

### بعد ثورة 25 يناير
أسسس الإخوان المسلمون في مصر حزب الحرية والعدالة رسميا يوم 6 يونيو 2011 لخوض الانتخابات البرلمانية وقد فاز الحزب والتحالف الديمقراطي من أجل مصر بأغلبية كبيرة 47% في الانتخابات البرلمانية 2012 (مجلس الشعب المصري) ووصلت عدد المقاعد التي حصل عليها الحرية والعدالة والتحالف الديمقراطي 233 مقعد في مجلس الشعب ولكن في 14 يونيو صدر حكم الدستورية العليا في مصر بحل مجلس الشعب.
وفي 16 يونيو 2012 في أول انتخابات رئاسية بعد الثورة اعلنت نتائج جولة الإعادة ليفوز الدكتور محمد مرسي عضو مكتب الإرشاد ورئيس حزب الحرية والعدالة التابع لهم كأول رئيس مدني لمصر. وينجح الاخوان في الوصول الي منصة الحكم بعد 84 عاما من تأسيس الجماعة.

## في الأردن
وفي الأردن شارك الإخوان في الانتخابات النيابية عام 1956 م ونجح لهم أربع مرشحين من ستة، وانتخابات عام 1963 م ونجح لهم إثنين، وفي الفترة من 1989 م إلي 1998 م  إتسعت مشاركة الجماعة في الحياة السياسية إذ حصلت في المجلس النيابي الحادي عشر عام 1989 م على ثلاثة وعشرين مقعداً حيث مثلوا مع إسلاميين أخرى ن أكثر من ثلث مجلس النواب وحصلو علي رئاسة المجلس لثلاث دورات متتالية، كما شاركت بخمسة وزراء في عام 1991 م في حكومة مضر بدران ، وفي عام 1993 م حصلت على سبعة عشر مقعداً، بعد إصدار قانون انتخابي جديد سمي بقانون الصوت الواحد حيث يري كثير من المحللين السياسيين أنه أتي للحد من قوة الإخوان في الأردن، وتم في هذه الفترة إنشاء حزب جبهة العمل الإسلامي الذراع السياسي للإخوان في الأردن سنة 1992م، كما شاركت الجماعة في الانتخابات البلدية لعام 1995 م وفاز مؤيدوها وأنصارها في عدد من البلديات، ومع رفض الإخوان الشديد لاتفاقية وادي عربة ولتحسين شروط المشاركة السياسية قررت الجماعة مقاطعة الانتخابات النيابية لعام 1997م، وقد حصلت في انتخابات 2003م على 17 مقعداً في مجلس النواب، ولكن في الانتخابات النيابية عام 2007م لم تحصل الجماعة ممثلة بـ حزب جبهة العمل الإسلامي إلا على 6 مقاعد في البرلمان بسبب ما تقوله الجماعة بأن عمليات تزوير واسعة وشراء أصوات سهّلت لها الحكومة، وعقب ذلك قام مجلس شوري الإخوان في الأردن بحلّ نفسه وانتخاب مجلس جديد.

## في فلسطين
أما في فلسطين فقد قامت حركة حماس بإنشاء المكتب السياسي للحركة بمبادرة من د. موسي أبو مرزوق أول رئيس للمكتب السياسي عام 1989م، عندما أعاد بناء تنظيم حماس بعد الضربة الشاملة التي تلقتها الحركة في ذلك العام، والتي أدت إلى اعتقال الشيخ أحمد ياسين وكثير من قادة الحركة ونشطائها، وتفكيك أجهزة الحركة العسكرية والأمنية، ففي يناير 2005 م خاضت حماس الانتخابات البلدية في أول انتخابات بلدية تشهدها غزة وفازت فيها فوزا كاسحا بنسبة 65,25 بالمئة ، وأيضا حققت نجاحات كبيرة في انتخابات مجالس الطلبة والنقابات، وفي يناير 2006 م خاضت حماس انتخابات المجلس التشريعي الفلسطيني رغم تأكيدها علي عدم الاعتراف باتفاقية أوسلو وعدم الاعتراف «بإسرائيل»، وحققت فيها فوزا كاسحا بواقع 76 مقعد من أصل 132 مقعدا وشكلت الحكومة الفلسطينية العاشرة برئاسة إسماعيل هنية، ثم الحكومة الحادية عشر (حكومة الوحدة الوطنية) ولكن بعد أحداث حزيران 2007 م وقيام حماس بالحسم العسكري في قطاع غزة بسبب ما تقول الحركة أنه انتشار الفلتان الأمني وعدم انصياع الأجهزة الأمنية لأوامر الحكومة، قام الرئيس الفلسطيني محمود عباس بإقالة الحكومة لتصبح حكومة تسيير أعمال -حسب نصوص القانون الأساسي الفلسطيني - حتي يتم تشكيل حكومة جديدة وحصولها علي ثقة المجلس التشريعي ولا زالت هذه الحكومة المقالة حتي الآن في الحكم